# Taro Sugahara
Taro Sugahara (født 14. juni 1981) er en tidligere japansk fodboldspiller.
Han har spillet for flere forskellige klubber i sin karriere, herunder Kashiwa Reysol og Grulla Morioka.